# Crush on You
"Crush on You" é o segundo single de Lil 'Kim, do seu álbum de estreia Hard Core. Ele entrou no número #23 no UK Singles Chart e #16 número na Hot 100 da Billboard. Na versão original do álbum, a canção era interpretada unicamente por Lil' Cease, enquanto a versão lançada como single contém a presença de Lil' Kim. Aaliyah e Sheek Louch de The LOX são apresentados no vídeo da música. A música contém um exemplo de Jeff Lorber Fusion "Rain Dance" de seu álbum de 1979, Water Signs.

## Faixas
- UK CD single[1]

1. "Crush on You" (Squeaky Clean Radio Edit) - 4:00
2. "Crush on You" (Desert Eagle Discs Remix - Short / Clean) - 5:39
3. "Crush on You" (Desert Eagle Discs Remix - Instrumental) - 7:03
4. "Crush on You" (Aim Remix) - 4:33
5. "Crush on You" (Aim Instrumental) 4:33
6. "Crush on You" (Acapella) 4:32

## Charts
| Chart (1997)                              | Melhor posição |
| ----------------------------------------- | -------------- |
| UK Singles Chart                          | 23             |
| US Billboard Hot Dance Maxi-Singles Sales | 11             |
| US Billboard Hot R&B Airplay              | 40             |